# Simulium tuberosum
Simulium tuberosum es una especie de insecto del género Simulium, familia Simuliidae, orden Diptera.

## Taxonomía
Fue descrita científicamente por Lundstrom, 1911. Fue publicada en Beiträge zur Kenntnis der Dipteren Finlands. VII. Melusinidae (Simuliidae). 34(12): 1-23, 1 pl..